# Cimitero cattolico di Pangaltı
Il cimitero cattolico di Pangaltı è il principale cimitero cattolico di Istanbul, in Turchia. Sorge nel quartiere di Feriköy, nel distretto di Şişli.

## Storia
Le origini del cimitero risalgono al 1853, quando il governo ottomano dichiarò non più idoneo ad ospitare sepolture il cimitero dei Franchi di Pera. Le autorità ottomane concessero così ai cattolici ed ai protestanti una nuova area cimiteriale presso l'Accademia Imperiale di Guerra a Pangaltı. Questa iniziativa mirava a liberare il terreno per lo sviluppo urbano nella zona di Piazza Taksim. Quattro anni dopo però, lo spazio assegnato era già insufficiente per tumulare i defunti di entrambe le comunità. Così il sultano Abdülmecid I deliberò una seconda concessione nel 1857.  
A partire dalla metà del XIX secolo, l'area di Istanbul che si estendeva tra Taksim a Şişli fu interessata da un'intensa urbanizzazione. Per ampliare la strada tra Taksim e Pangaltı il cimitero cristiano, noto come Grand Champs des Morts, venne smantellato e trasferito nel 1863 ed il 1864 a Feriköy. In questa nuova sistemazione ai cattolici ed ai protestanti vennero riservati due aree distinte e separate da una strada.
Il luogo di sepoltura è separato da sei piazze e vicoli con nomi di santi, che si estendono da est a ovest. I mausolei ornati delle grandi famiglie levantine si trovano nel settore occidentale. Nel cimitero si trovano anche in onore dei soldati francesi e sardi morti durante la guerra di Crimea.